# DOS/360

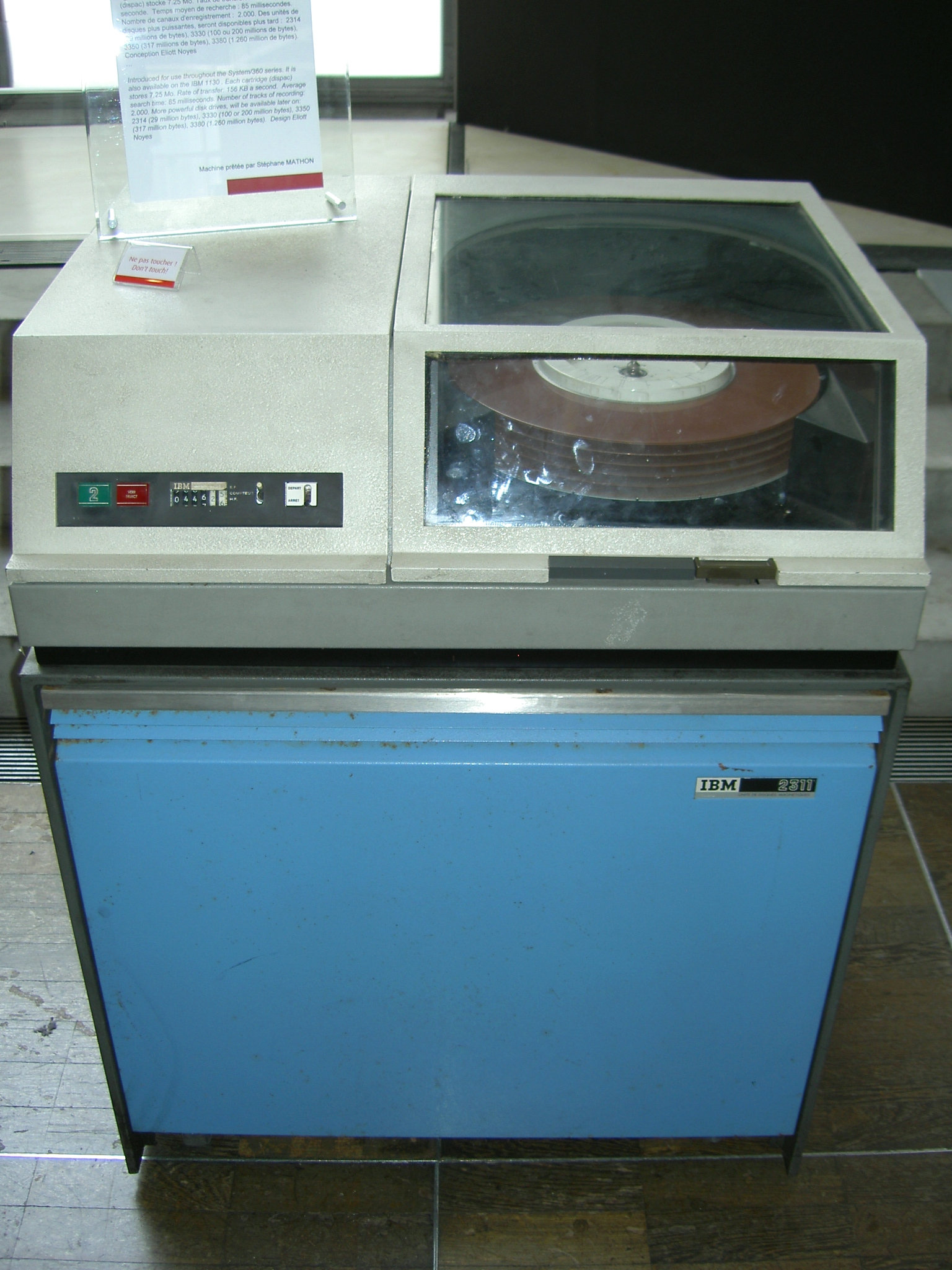
Накопичувач на жорстких дисках IBM 2311, об'єм: 7.25 Мбайт

DOS/360 (Дискова Операційна Система для IBM System/360) — невелика, проста однозадачна операційна система для ранніх версій мейнфреймів IBM.
DOS/360 була анонсована до випуску в 1964 році, перші дистрибутиви з'явились в 1965 або 1966 році. Також існувала в версії під назвою TOS/360 для машин з стрічковими накопичувачами та без жорстких дисків. Система могла виконуватись на машинах з обсягом оперативної пам'яті від 24 до 64 кілобайт.
Паралельно з основною програмою DOS/360 дозволяла запустити спеціальну програму (подібну до TSR-програм в MS DOS) для обробки спеціальних функцій вводу-виводу, наприклад, буферизації файлів з повільних пристроїв, таких як перфокартковий рідер, або виводу на пристрій друку.
В подальшому система була замінена на більш досконалу OS/360.

## Версії

### z/VSE
2005-го року IBM випустила операційну систему z/VSE 3.1. Зміна у назві пов'язана з ребрендингом лінійки мейнфреймів IBM на «System z». У порівнянні з попередньою ОС VSE/ESA 2.7, фундаментальних змін у архітектурі системи не відбулося: зокрема, z/VSE 3.1 не додала підтримку 64-розрядної z/Architecture (ОС можна було запускати лише у 31-бітному режимі, навіть на 64-розрядних машинах). Наступна версія, z/VSE 4.1 (випущена 2007-го року) додала часткову підтримку 64-бітної адресації у ядрі ОС, з максимальним обсягом адресованої пам'яті на рівні 8 гігабайт. Втім, адресний простір користувацьких програм («problem state applications», за термінологією IBM) так і залишився 31-бітним. Станом на 2011 рік кількість інстальованих систем z/VSE була на рівні 4000.